# 太平洋側氣候

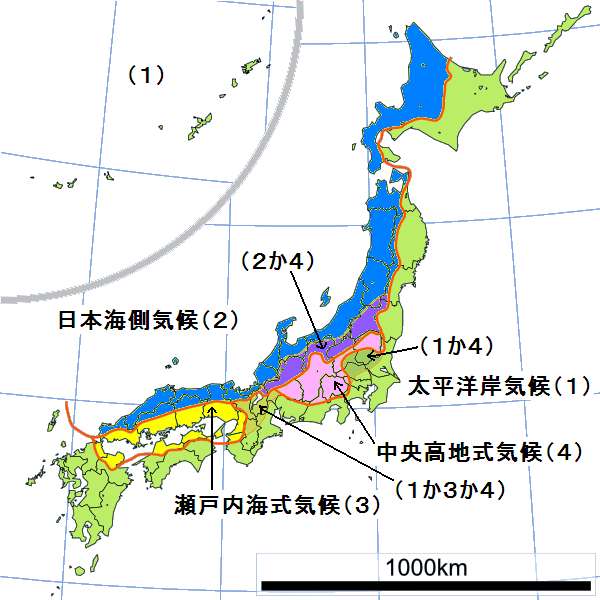
日本氣候分布圖：
日本海側氣候
太平洋側氣候
瀨戶內海式氣候
中央高地式氣候

太平洋側氣候（たいへいようがわきこう）指的是日本列島在太平洋側的地區氣候特徵。亦稱太平洋岸式氣候（たいへいようがんしききこう）。東日本以南地區受洋流影響，氣候溫暖多雨，夏季常有颱風吹襲。而冬季因為水氣被山脈所遮擋，雖然鄰近海邊尚且較為干燥冷涼。